# Ginestra degli Schiavoni
Ginestra degli Schiavoni är en arberesjisktbefolkad stad och kommun i provinsen Benevento i regionen Kampanien i Italien. Kommunen hade 479 invånare (2017).